# Paradawdee Pestonyee
Paradawdee Pestonyee – tajska judoczka.
Uczestniczka mistrzostw świata w 1995. Brązowa medalistka igrzysk azjatyckich w 1998 i 2002. Piąta na mistrzostwach Azji w 2001. Wygrała igrzyska Azji Południowo-Wschodniej w 2001 roku.